# Kyselina ftalová
Kyselina ftalová je aromatická dikarboxylová kyselina. Racionální vzorec je C6H4(COOH)2 a jedná se o bílou krystalickou látku. Patří do skupiny ftalových kyselin a jejími izomery jsou kyseliny isoftalová a tereftalová.

## Využití
Kyselina ftalová se v chemickém průmyslu používá k výrobě barviv (např. fenolftaleinu a naftoftaleinu), změkčovadel na bázi ftalátů (nejčastěji DEHP – bis(2-ethylhexyl) ftalát), sacharinu a k výrobě syntetických voňavek.

## Historie
Kyselina ftalová byla poprvé vyrobena v roce 1836 francouzským chemikem Augustem Laurenem oxidací naftalenu, který ji ve víře, že se jedná o kyselinu odvozenou od naftalenu, pojmenoval kyselina naftalenová. První, kdo objevil strukturu ftalové kyseliny byl Švýcar Jean Charles Galissard de Marignac, který kyselině ftalové dal její správné jméno.

## Chemie
Při průmyslové výrobě se vychází z o-xylenu nebo naftalenu. Ty jsou v plynné fázi oxidovány vzdušným kyslíkem na katalyzátoru na bázi oxidu vanadičného za vzniku ftalanhydridu. Kyselina se z ftalanhydridu získává hydrolýzou, většinou se ale při dalších reakcích vychází přímo z ftalanhydridu, který je mimo jiné dostupnější.

Kyselina ftalová jako dvojsytná kyselina poskytuje dvě řady solí. Hydrogenftalát draselný se používá jako primární standard při acidobazických titracích.
Jako jedna z mála odštěpuje kyselina ftalová při dostatečném zahřátí vodu a vzniká její anhydrid – ftalanhydrid, který za této teploty sublimuje. Vznik anhydridu je umožněn vznikem výhodného pětičlenného kruhu. Kyselina i její anhydrid se používají k výrobě barevných indikátorů (fenolftalein).